# Notrutsche

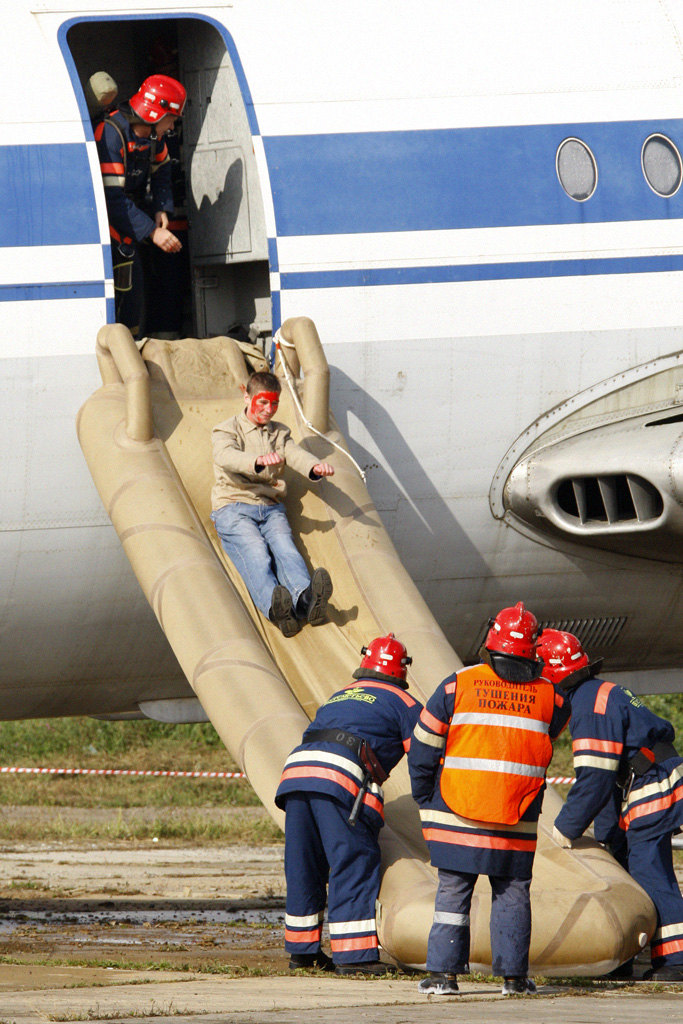
Simulierte Evakuierung von Fluggästen per Notrutsche während einer Übung der Rettungskräfte

Eine Notrutsche (englisch evacuation slide) ist eine Rutsche zur schnellen Evakuierung eines Flugzeugs in Notfällen und wird hauptsächlich in der Luftfahrt verwendet. Sie wird bei allen kommerziellen, passagierbefördernden Flugzeugen benötigt, bei denen die Türöffnungen so hoch liegen, dass die Passagiere im Notfall nicht unverletzt den Boden erreichen können.

## Aufbau

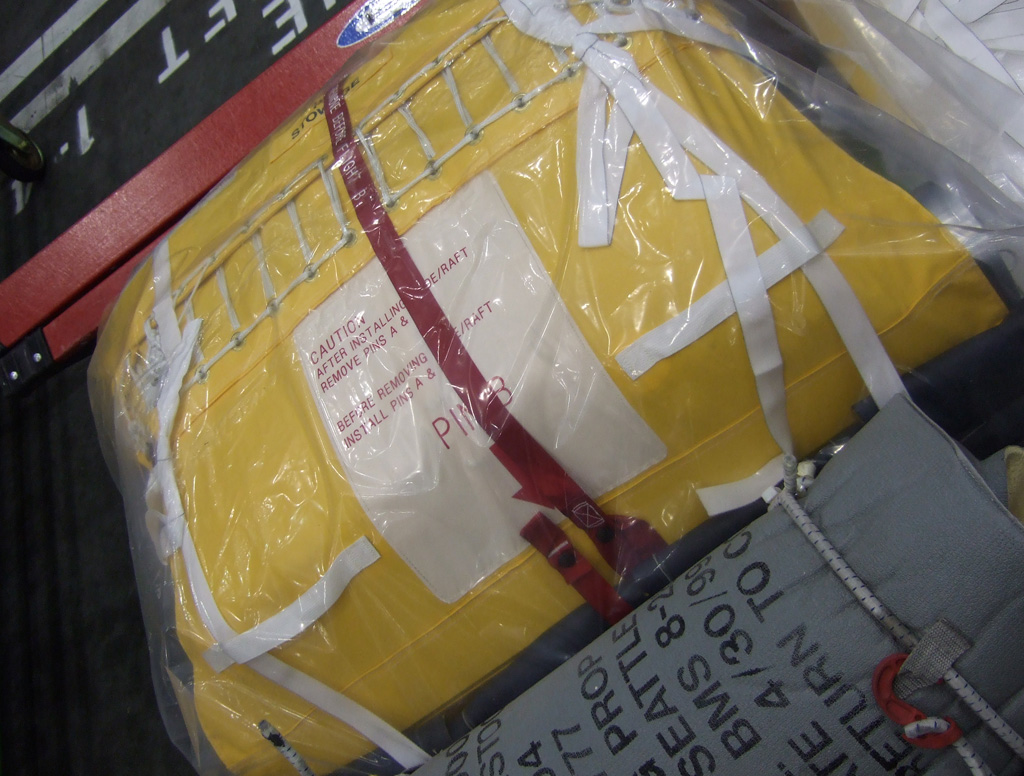
Notrutsche verpackt

Die Notrutsche ist je nach Flugzeugtyp im unteren Teil einer Flugzeugtür oder im Rumpf unter der Tür eingebaut und wird in einem Notfall in der Regel beim Öffnen der Tür mit Hilfe eines Druckgasbehälters selbsttätig aufgeblasen. Das Gas aus dem Gasdruckbehälter wird mittels eines Aspirators um das bis zu 3-fache mittels Venturi-Effekt durch Umgebungsluft ergänzt. Es gibt einbahnige und zweibahnige Rutschen. Die meisten Rutschen können nach einer Notwasserung auch als Rettungsinsel verwendet werden. Zum Schutz gegen Sonne und Regen kann auf die Rutsche eine Plane gespannt werden, die als Dach dient. Bei vielen Notrutschen ist neben der aufblasbaren Rutsche ein Seil angebracht, über das Rettungskräfte nach einer Notlandung in das Flugzeug gelangen können.
Für die Nutzung auf Schiffen kommen ähnliche Systeme zum Einsatz, siehe Marine Evacuation System (MES).
Ein ähnliches System ist der Rettungsschlauch, der vorwiegend zur Evakuierung von Gebäuden genutzt wird.

## Handhabung

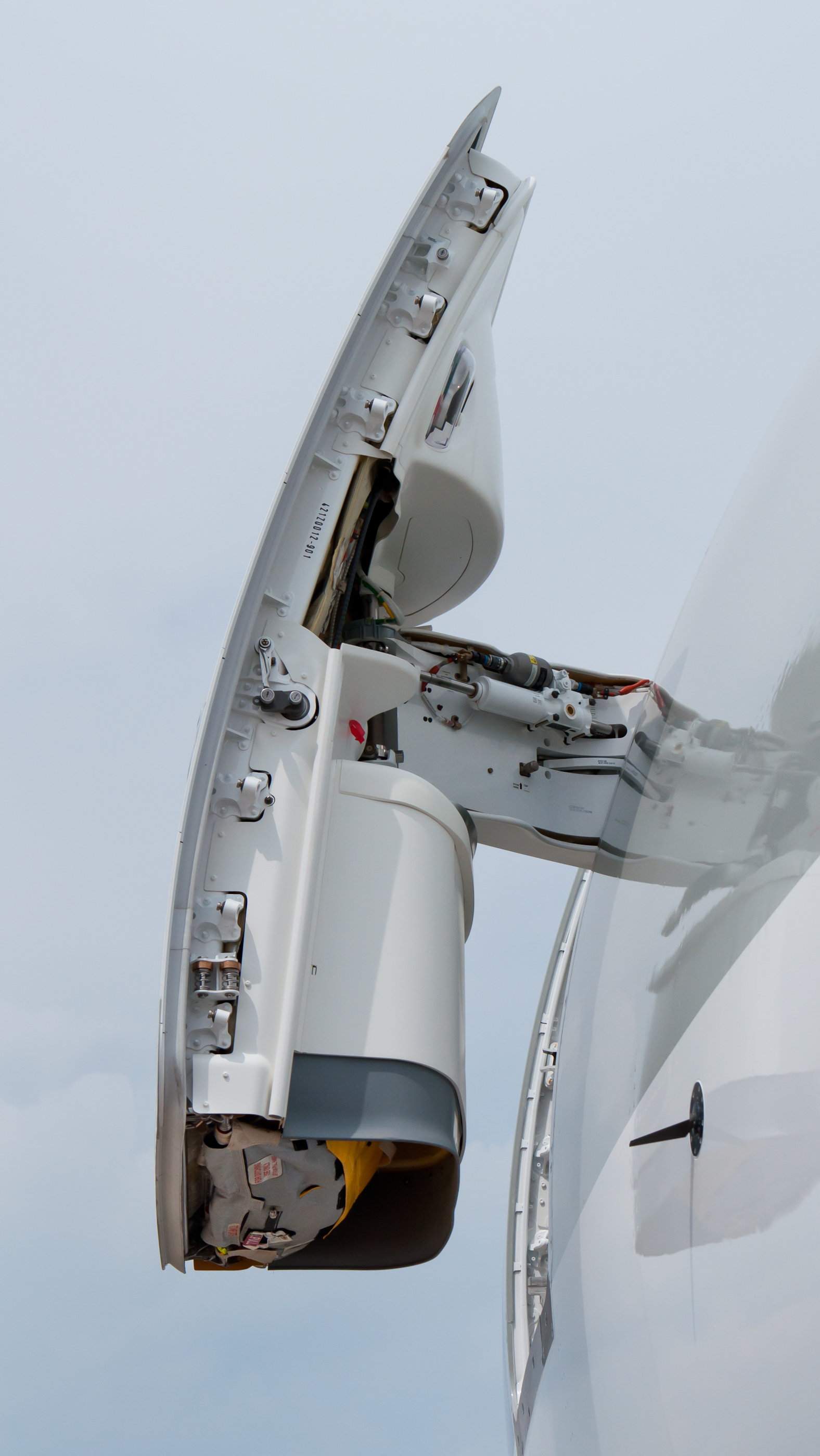
Notrutsche (im Kasten im unteren Teil der Tür verstaut)

Durch ständig wiederholte Notübungen werden bei allen Fluggesellschaften die Besatzungsmitglieder im Umgang mit der Notrutsche trainiert. Genaue Vorschriften für das Prozedere sollen verhindern, dass das Flugzeug durch unbeabsichtigtes Entfalten einer Notrutsche in Gefahr gerät. Der automatische Auslösemechanismus wird von der Kabinenbesatzung vor dem Start auf Anweisung des Cockpits oder bei wenigen Fluggesellschaften, des Pursers aktiviert und nach der Landung wieder deaktiviert. Die Anweisung hierfür lautet beispielsweise „Cabin attendants, all doors in flight“ bzw. „Cabin attendants, all doors in park“ oder auch: Cabin Crew, door slides armed/disarmed, oder Cabin Crew, yellow door selectors automatic/manual. Bei aktiviertem Auslösemechanismus wird von den Flugbegleitern zusätzlich ein gelber/orangefarbener, von außen sichtbarer Streifen quer über das Fenster der Tür befestigt, damit niemand von außen die Tür öffnet und damit versehentlich die Rutsche entfaltet. Dies entfällt bei modernen Flugzeugen jedoch, unter anderem bei Airbus. Wenn die Kabinentür von außen geöffnet wird, wird bei diesen Typen die Notrutsche mechanisch deaktiviert. Ein manuelles Aufblasen ist ebenfalls möglich. Hierzu wird nach einer Notlandung und dem Öffnen der Tür der Auslösegriff gezogen, der sich am Türrahmen unten befindet (je nach Flugzeugmuster auch unterschiedlich). Das Ausbringen, Aufklappen und Aufblasen der Notrutsche dauert wenige Sekunden.
Um effektiver evakuieren zu können, wird in die Rutsche gesprungen. Hierzu war es früher zwingend notwendig, die Schuhe vorher auszuziehen. Heute ist das nicht mehr bei allen Fluggesellschaften der Fall. Schuhe mit Absätzen könnten die Rutsche beschädigen und bergen für den Träger selbst ein Verletzungsrisiko. Es wird auch empfohlen, Nylon-Strumpfhosen vorher auszuziehen, da diese durch die hohe Rutschgeschwindigkeit und die damit verbundene Wärmeentwicklung durch Reibung schmelzen können. Die Folge wären Hautverbrennungen.

## Flugzeuge ohne Notrutschen
Flugzeuge wie die Embraer 145, die Bombardier CRJ oder die De Havilland DHC-8 haben keine Notrutschen, da alle Ausgänge eine ausreichend kurze Distanz zum Boden haben. Diese Flugzeuge haben als Gangway oft eine flugzeugeigene, kurze, ausfahrbare Treppe am Haupteingang.

## Geschichte der Notrutschen
Die erste Notrutsche wurde in den 1930er-Jahren von der amerikanischen Firma Air Cruisers konstruiert. Diese Firma wurde gegründet von James F. Boyle, der auch der Hersteller der Schwimmweste „Mae West“ war, die bei den amerikanischen Truppen im Zweiten Weltkrieg häufig eingesetzt wurde. Bevor die aufblasbaren Typen auf den Markt kamen, hatten einige Flugzeuge Notrutschen aus Segeltuch. Es dauerte verhältnismäßig lange, bis die Crew diese Rutschen aufgespannt hatte.

## Trivia
Als sich ein Airbus der Turkish Airlines im März 2021 kurz vor dem Start am Rollfeld des Flughafens Wien-Schwechat befand, öffnete ein 58-jähriger Passagier aus einer Notausstiegsreihe die Tür, worauf sich die Notrutsche entfaltete. Daher wurde der Flug nach Istanbul gestrichen, die Rutsche ausgebaut und die 135 Passagiere in ein Hotel gebracht. Am 5. Oktober 2021 wurde der Passagier vom Landesgericht Klosterneuburg zu 20 Monaten bedingte Haft wegen vorsätzlicher Gefährdung der Sicherheit der Luftfahrt und mehr als 55.000 Euro Schadenersatz verurteilt. Medien bezifferten den tatsächlichen Schaden mit knapp 1 Mio. Euro.